# Isocybus ocellaris
Isocybus ocellaris är en stekelart som beskrevs av Jean-Jacques Kieffer 1916. Isocybus ocellaris ingår i släktet Isocybus och familjen gallmyggesteklar. Inga underarter finns listade i Catalogue of Life.